# Simon Whitfield
Simon St. Quentin Whitfield (* 16. Mai 1975 in Kingston, Ontario) ist ein ehemaliger kanadischer Triathlet. Er ist vierfacher Olympiastarter und Olympiasieger (2000).

## Werdegang
Simon Whitfield besitzt sowohl die kanadische als auch die australische Staatsangehörigkeit. Nachdem er als Kind Fußball gespielt hatte, begann Whitfield bereits im Alter von elf Jahren mit dem Triathlon.

### Olympiasieger Triathlon 2000
Bei den Olympischen Sommerspielen in Sydney gewann er 2000 das erste olympische Triathlon-Rennen der Geschichte (olympische Distanz: 1,5 km Schwimmen, 40 km Radfahren und 10 km Laufen).

### Olympische Sommerspiele 2004
Bei den Commonwealth Games 2002 in Manchester gewann er die Goldmedaille und bei den Olympischen Sommerspielen in Athen wurde er 2004 Elfter.

### Olympische Sommerspiele 2008
In Peking gewann Simon Whitfield 2008 hinter dem deutschen Olympiasieger Jan Frodeno die Silbermedaille.

### Olympische Sommerspiele 2012

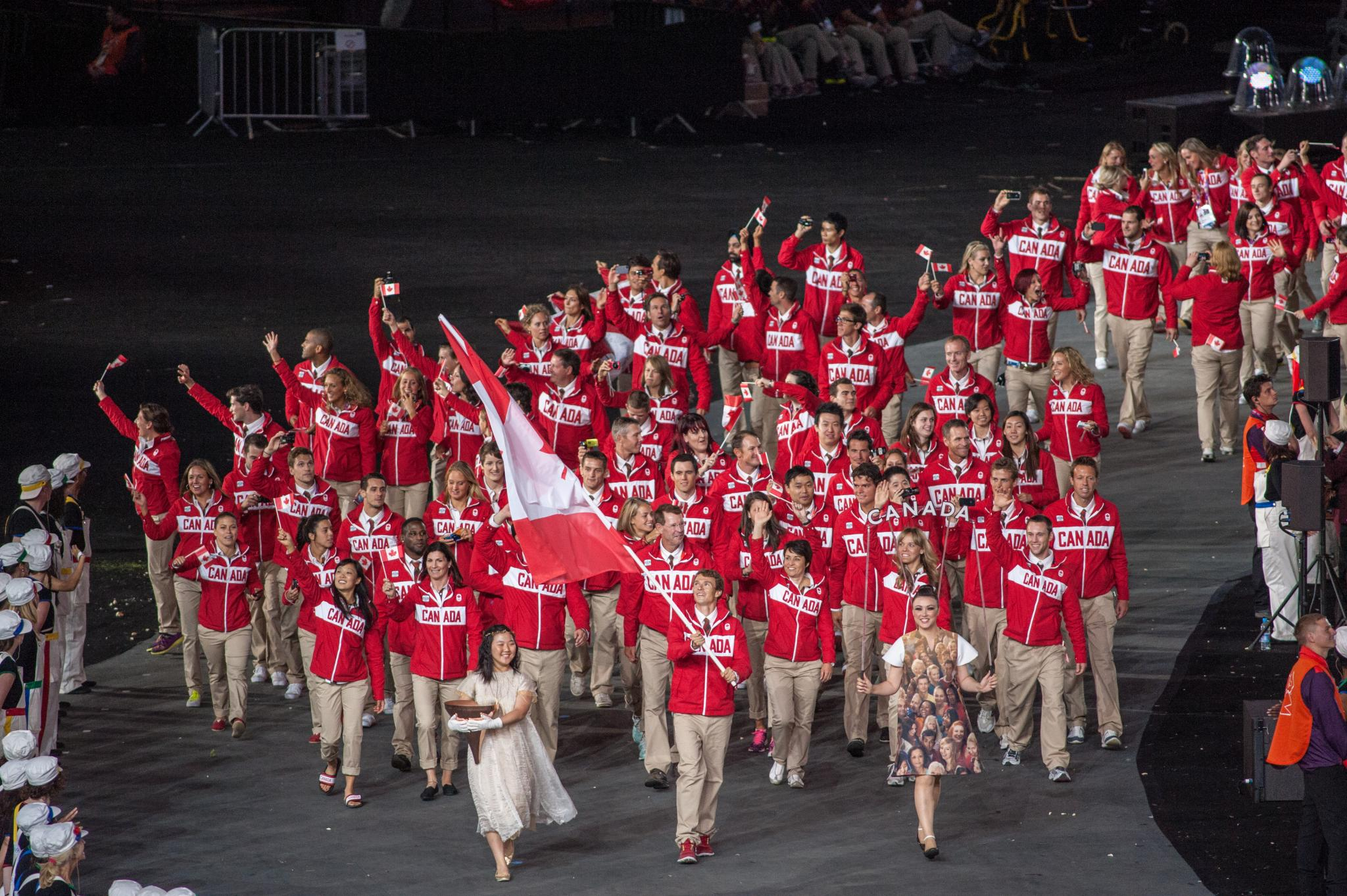
Simon Whitfield als Fahnenträger bei der Eröffnung der Olympischen Sommerspiele 2012 in London

2012 konnte er sich zusammen mit Kathy Tremblay, Paula Findlay und Kyle Jones einen Startplatz bei den Olympischen Spielen in London sichern. Es war seine vierte Teilnahme an den Olympischen Spielen. Er musste das Rennen aber nach einem Sturz mit dem Rad beenden. Whitfield erklärte im Oktober 2013 seine Profi-Karriere für beendet.
Simon Whitfield wurde 2021 zusammen mit Lisa Bentley zum Captain ernannt für das im Collins Cup der Professional Triathletes Organisation startende Team International (Teresa Adam, Paula Findlay, Jeanni Metzler, Carrie Lester, Sarah Crowley, Ellie Salthouse, Lionel Sanders, Braden Currie, Sam Appleton, Max Neumann, Kyle Smith und Jackson Laundry).
Simon Whitfield lebt mit seiner Frau und zwei Kindern auf Vancouver Island in Victoria (British Columbia).

## Auszeichnungen
- Im Januar 2014 wurde er für seine sportlichen Erfolge zusammen mit Lisa Bentley mit dem Triathlon Canada’s Hall of Fame ausgezeichnet.[4]
- 2015 wurde er von der International Triathlon Union (ITU) in die Hall of Fame aufgenommen.[5]

## Sportliche Erfolge
| Datum/Jahr    | Rang | Wettbewerb                                    | Austragungsort | Zeit        | Bemerkung |
| ------------- | ---- | --------------------------------------------- | -------------- | ----------- | --- |
| 7. Aug. 2012  | DNF  | Olympische Sommerspiele 2012                  | London         | –           | |
| 19. Sep. 2011 | 4    | ITU World Championship Series 2011            | Yokohama       | 01:50:14    | Das Ergebnis des Rennens soll schon für die Wertung der Saison 2012 berücksichtigt werden.                                                 |
| 10. Sep. 2011 | 13   | ITU World Championship Series 2011            | Peking         | 01:49:18    | Grand Final |
| 7. Aug. 2011  | 23   | ITU World Championship Series 2011            | London         | 01:52:23    | |
| 11. Apr. 2010 | 5    | ITU World Championship Series 2010            | Sydney         | 01:51:42    | Auftaktrennen der Saison 2010 |
| 9. Sep. 2009  | 8    | ITU World Championship Series 2009            | Gold Coast     | 01:45:31    | [ 6 ] |
| 26. Juli 2009 | 9    | ITU World Championship Series 2009            | Hamburg        | 01:44:49    | 5. Rennen |
| 28. Juni 2009 | 3    | ITU Triathlon World Championship Mixed Relay  | Des Moines     |             | Triathlon-Weltmeisterschaft Mixed Team – mit Lauren Groves, Kathy Tremblay und Brent McMahon                                               |
| 27. Juni 2009 | 1    | Hy-Vee Triathlon                              | Des Moines     | 01:49:43    | ITU Triathlon Elite Cup (1,5 km Schwimmen, 40 km Radfahren und 10 km Laufen)                                                               |
| 2. Mai 2009   | 14   | ITU World Championship Series 2009            | Tongyeong      | 01:51:17    | |
| 19. Aug. 2008 | 2    | Olympische Sommerspiele 2008                  | Peking         | 01:48:58,47 | zweiter Rang hinter dem Deutschen Jan Frodeno                                                                                              |
| 4. Juni 2006  | 3    | Escape from Alcatraz Triathlon                | San Francisco  |             | |
| 18. Juli 2005 | 2    | Life Time Fitness Triathlon                   | Minneapolis    | 01:59:58    | Zweiter hinter Craig Alexander |
| 26. Aug. 2004 | 11   | Olympische Sommerspiele 2004                  | Athen          | 01:53:15    | |
| 4. Aug. 2002  | 1    | Commonwealth Games 2002                       | Manchester     | 01:51:57    | |
| 9. Nov. 2002  | 49   | ITU Triathlon World Championships             | Cancún         | 01:57:56    | |
| 2. Sep. 2001  | 11   | Goodwill Games                                | Brisbane       | 01:51:38,35 | [ 9 ] |
| 22. Juli 2001 | 6    | ITU Triathlon World Championships             | Edmonton       | 01:48:41    | |
| 16. Sep. 2000 | 1    | Olympische Sommerspiele 2000                  | Sydney         | 01:48:24,02 | Sieger in Sydney bei der erstmaligen Austragung von Triathlon bei Olympischen Spielen (1,5 km Schwimmen, 40 km Radfahren und 10 km Laufen) |
| 12. Sep. 1999 | 7    | ITU Triathlon World Championships             | Montreal       | 01:46:02    | |
| 30. Aug. 1998 | 95   | ITU Triathlon World Championship Junior Men   | Lausanne       | 02:24:42    | |
| 16. Nov. 1997 | 9    | ITU Triathlon World Championships             | Perth          | 01:50:13    | Elite Men |
| 4. Mai 1997   | 16   | St. Croix Triathlon                           | Saint Croix    | 02:50:39    | |
| 24. Aug. 1996 | 15   | ITU Triathlon World Championship Junior Men B | Cleveland      | 01:57:34    | |
| 12. Nov. 1995 | 10   | ITU Triathlon World Championship Junior Men   | Cancún         | 01:59:42    | |

(DNF – Did Not Finish)